# فهرست طول مدت مشارکت ایالات متحده در جنگ‌ها
این مقاله شامل طول مدت و فهرست درگیری‌ها، تهاجمات و جنگ‌های عمده‌ای است که نیروهای مسلح ایالات متحده آمریکا از زمان تأسیس آن در سال ۱۷۷۵ تاکنون در آن‌ها مشارکت داشته‌اند. جنگ در افغانستان طولانی‌ترین جنگ آمریکا تا به امروز است که حدود ۲۰ سال به طول انجامیده‌است.

## مدت مشارکت‌های نیروهای رزمی ایالات متحده در جنگ‌ها
جنگ در چارچوب این فهرست به‌طور گسترده به عنوان یک درگیری مسلحانهٔ مستقیم بین نیروهای سازمان‌یافتهٔ ایالات متحده در برابر نیروهای نظامی یا سازمان یافتهٔ متحارب تعریف شده‌است.
(جنگ‌های جاری با خط پررنگ مشخص شده‌اند)
| رتبه | جنگ                                        | بازهٔ زمانی              | مدت                       |
| ---- | ------------------------------------------ | ----------------------- | ------------------------- |
| ۱    | جنگ در افغانستان                           | ۲۰۰۱ – ۲۰۲۱             | ۱۹٫۹ سال (۱۹ سال, ۱۰ ماه) |
| ۲    | جنگ ویتنام                                 | ۱۹۵۵ – ۱۹۷۵             | ۱۹٫۴ سال (۱۹ سال, ۵ ماه)  |
| ۳    | اشغال هائیتی                               | ۱۹۱۵ – ۱۹۳۴             | ۱۹ سال                    |
| ۴    | جنگ فیلیپین و آمریکا و شورش مورو           | ۱۸۹۹ – ۱۹۱۳             | ۱۴ سال                    |
| ۵    | جنگ در شمال غربی پاکستان                   | ۲۰۰۴ – ۲۰۱۷             | ۱۳ سال                    |
| ۶    | جنگ شمال غربی هند                          | ۱۷۸۵ – ۱۷۹۵             | ۱۰ سال                    |
| ۷    | مداخله نظامی علیه داعش                     | ۲۰۱۴ – اکنون            | ۱۰٫۸ سال (۱۰ سال، ۹ ماه)  |
| ۸    | جنگ عراق                                   | ۲۰۰۳ – ۲۰۱۱             | ۸٫۷ سال (۹ سال، ۸ ماه)    |
| ۹    | جنگ انقلاب آمریکا                          | ۱۷۷۵ – ۱۷۸۳             | ۸٫۴ سال (۸ سال, 5 ماه)    |
| ۱۰   | مداخله به رهبری آمریکا در عراق (۲۰۱۴–۲۰۲۱) | ۲۰۱۴ – ۲۰۲۱             | ۷٫۵ سال (۷ سال, ۶ ماه)    |
| ۱۰   | دومین جنگ سمینول                           | ۱۸۳۵ – ۱۸۴۲             | ۶٫۷ سال (۶ سال, ۷ ماه)    |
| ۱۱   | جنگ اول بربری                              | ۱۸۰۱ – ۱۸۰۵             | ۴٫۱ سال (4 سال, ۱ ماه)    |
| ۱۲   | جنگ داخلی آمریکا                           | ۱۸۶۱ – ۱۸۶۵             | ۴٫۰ سال                   |
| ۱۳   | جنگ جهانی دوم                              | ۱۹۴۱ – ۱۹۴۵             | ۳٫۷ سال (۳ سال, ۸ ماه)    |
| ۱۴   | جنگ کره                                    | ۱۹۵۰ – ۱۹۵۳             | ۳٫۱ سال (۳ سال, ۱ ماه)    |
| ۱۵   | جنگ ۱۸۱۲                                   | ۱۸۱۲ – ۱۸۱۴             | ۲٫۵ سال (۲ سال, ۶ ماه)    |
| ۱۶   | جنگ ابر سرخ                                | ۱۸۶۶ – ۱۸۶۸             | ۱٫۸ سال (۱ سال, 9 ماه)    |
| ۱۷   | جنگ آمریکا و مکزیک                         | ۱۸۴۶ – ۱۸۴۸             | ۱٫۸ سال (۱ سال, 9 ماه)    |
| ۱۸   | جنگ جهانی اول                              | ۱۹۱۷ – ۱۹۱۸             | ۱٫۶ سال (۱ سال, ۷ ماه)    |
| ۱۹   | جنگ داخلی روسیه                            | ۱۹۱۸ – ۱۹۲۰             | ۱٫۶ سال (۱ سال, ۷ ماه)    |
| ۲۰   | جنگ بزرگ ۱۸۷۶ سیو                          | ۱۸۷۶ – ۱۸۷۷             | ۱٫۲ سال (۱ سال, ۳ ماه)    |
| ۲۱   | مداخله نظامی در لیبی                       | ۲۰۱۱ – ۲۰۱۱             | ۰٫۶ سال (۷ ماه)           |
| ۲۲   | جنگ خلیج فارس                              | ۱۹۹۰ – ۱۹۹۱             | ۰٫۶ سال (۷ ماه)           |
| ۲۳   | شورش ویسکی                                 | ۱۷۹۴ – ۱۷۹۴             | ۰٫۴ سال (5 ماه)           |
| ۲۴   | جنگ آمریکا و اسپانیا                       | ۱۸۹۸ – ۱۸۹۸             | 114 روز                   |
| ۲۵   | جنگ کوزوو                                  | ۱۹۹۹ – ۱۹۹۹             | 79 روز                    |
| ۲۶   | حمله ایالات متحده آمریکا به پاناما         | ۱۹۸۹ – ۱۹۹۰             | 42 روز                    |
| ۲۷   | بحران موشکی کوبا                           | ۱۹۶۲-۱۰-۱۶ – ۱۹۶۲-۱۰-۲۸ | 12 روز                    |
| ۲۸   | تهاجم آمریکا به گرانادا                    | ۱۹۸۳-۱۰-۲۵ – ۱۹۸۳-۱۰-۲۹ | 4 روز                     |
| ۲۹   | حمله به خلیج خوک‌ها                         | ۱۹۶۱-۰۴-۱۹              | ۱ روز                     |

منابع در مقالات اصلی هر جنگ و همچنین آسوشیتدپرس یافت می‌شوند.